# Крајпуташ у Клатичеву
Крајпуташ у Клатичеву (Општина Горњи Милановац) подигнут је извесном Браловићу на путу Горњи Милановац-Таково. Иако се сада налази у оквиру сеоског гробља, споменик је подигнут у време када је гробље још било далеко од пута, испод шуме.

## Опис споменика
Крајпуташ је исклесан од црвенкастог грабовичког камена, скромних димензија: 90х30х20 cm. 
Споменик је украшен само са предње, источне стране. У врху је уклесан једноставан крст, испод кога је текст у раму са лучним завршетком. Споменик је лошем стању, круни се и осипа.

## Епитаф
Од 11 редова, читљиво је само:
БРАЛОВ
ИЋ ИЗ КЛ
АТИЧЕ
ВА Ж 35
Г РАЗБО
ЛЕ СЕ ОД
РАТА ОН
СПО